# 察哈尔都统署旧址
察哈尔都统署旧址，又称德王府，位于中国河北省张家口市桥西区明德北街57号，为张家口市境内唯一保存较完整的清代官衙建筑。1993年7月15日，列入河北省文物保护单位；2006年5月25日，列入第六批全国重点文物保护单位。
察哈尔都统署建筑坐北朝南，南北长133米，东西宽50米，占地面积约6650平方米。是清代全国3处都统署之一（另有熱河都統署舊址）。随着察哈尔都统的设立，都统署始建于清乾隆二十七年（1762年），至清朝灭亡的1912年共有61位都统在此任职，北洋政府仍设都统管理察哈尔行政。1928年，察哈尔特别区改为行省，该地成为察哈尔省政府驻地。1941年，日本傀儡政权蒙疆政府首脑德王将其官邸迁至此处。1949年，一度成为察哈尔省人民政府及内蒙古自治政府所在地。